# 6580 Philbland
6580 Philbland este un asteroid din centura principală, descoperit pe 2 martie 1981, de Schelte Bus.